# Toulon
Toulon (occitanska: Tolon) är en stad och kommun i departementet Var i sydöstra Frankrike, cirka 45 kilometer sydost om Marseille, vid en bukt längs Medelhavet. Toulon är den administrativa huvudorten för departementet Var och hade 171 953 invånare år 2017.
Staden är Frankrikes största örlogsbas med ett stort marinmuseum vid hamnen. Det var här som Napoleon I besegrade engelsmännen som ockuperade Toulon vilket gjorde Napoleon till general. Toulons kommunvapen har likheter med den svenska flaggan. Staden har två gästhamnar som ligger mycket skyddade för Mistralen.
Två av Sveriges mest kända damhandbollsspelare Tina Flognman och Therese Islas Helgesson spelade för klubben Toulon Feminin då de vann franska cupen 2011 och 2012.

## Demografi
| Område                             | Areal (km²) | Invånarantal 8 mars 1999 | Invånarantal 1 juli 2005 |
| ---------------------------------- | ----------- | ------------------------ | ------------------------ |
| Storstadsregion (Aire urbaine)     | 1 158,64    | 564 823                  | Ingen uppgift            |
| Urbaniserat område (Agglomération) | 713,15      | 519 640                  | Ingen uppgift            |
| Kommun                             | 42,84       | 160 639                  | 167 400                  |

Större förorter är Hyères, La Ciotat, La Seyne-sur-Mer och Six-Fours-les-Plages.

## Befolkningsutveckling
Antalet invånare i kommunen Toulon
| Referens: INSEE |